# لورين ماكنتاير
لورين ماكنتاير (بالإنجليزية: Loren McIntyre)‏ هو مصور وصحفي أمريكي، ولد في 24 مارس 1917 في سياتل في الولايات المتحدة، وتوفي في 11 مايو 2003 في مقاطعة أرلنغتون في الولايات المتحدة.

## وصلات خارجية
- لورين ماكنتاير على موقع ديسكوغز (الإنجليزية)